# Giovanni Antonio Pellegrini

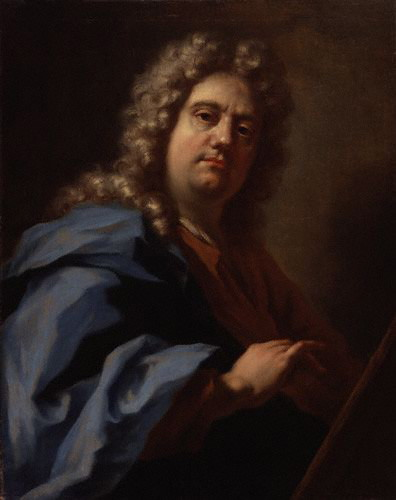
Zelfportret, ca. 1717, National Portrait Gallery, Londen

Giovanni Antonio Pellegrini (Venetië, 29 april 1675 - aldaar, 2 of 5 november 1741) was een Italiaans kunstschilder. Hij werkte in de periode van de barok en wordt beschouwd als een voorloper van de rococo.
Pellegrini's vader Antonio was schoenmaker in Padua. Hij studeerde bij Girolamo Genga, Paolo Pagani en Sebastiano Ricci. Rond 1704 trouwde hij met Angela Carriera, een zus van de schilderes Rosalba Carriera.
Pellegrini reisde bijzonder veel door heel Europa en werkte onder meer in Den Haag, Amsterdam, Antwerpen, Parijs, Wenen en Londen. Met Ricci wordt hij gerekend tot de belangrijkste Venetiaanse historieschilders uit het begin van de 18e eeuw. Naast historische produceerde hij allegorische werken en beeldde hij Bijbelse taferelen uit. Hij was, met name in Noord-Europa, populair als decoratief kunstenaar.
Op uitnodiging van Charles Montagu, graaf en later de eerste Hertog van Manchester, trok hij naar Engeland, waar hij met veel succes werkte tussen 1708 en 1713. Hij produceerde er diverse muurschilderingen en plafonddecoraties. In 1711 werd hij directeur van de academie van de Britse portretschilder Godfrey Kneller in Londen.
In 1713 vervolgde hij zijn reizen door Europa, met name in Duitsland en de Nederlanden, waar hij in diverse steden werkte aan het verzorgen van decoratief werk. Zo maakte hij onder meer een plafondschildering in het Mauritshuis in Den Haag. In 1719 keerde hij terug naar Engeland, maar had daar minder succes dan voorheen, omdat hij werd overschaduwd door de inmiddels ook in Engeland werkzame Sebastiano Ricci.
Werk van Pellegrini is te vinden in onder meer Londen, Oxford, Birmingham, Leeds, Dublin, Berlijn, Boston, Parijs, Dresden, Wenen en Den Haag.